# Escola Prática de Engenharia
A Escola Prática de Engenharia (EPE) MHC • GOSE • MHA • MHL foi um órgão de base do Exército Português cujo objetivo principal era a formação na arma de engenharia. Ficava situada no Polígono de Tancos, concelho de Vila Nova da Barquinha. A EPE foi criada em 1880 e extinta em 2013, passando as suas funções para a então criada Escola das Armas.

## História
A Escola Prática de Engenharia foi criada por portaria de 28 de Junho de 1880, pelo Ministro da Guerra, o General João Crisóstomo de Abreu e Sousa. Nesta data, ficou estabelecido que a Escola Prática de Engenharia seria uma unidade independente. Seis anos após a sua criação, dada a importância técnica desta escola, a Escola Prática de Infantaria e a Escola Prática de Cavalaria integram na sua instrução os conhecimentos da EPE.

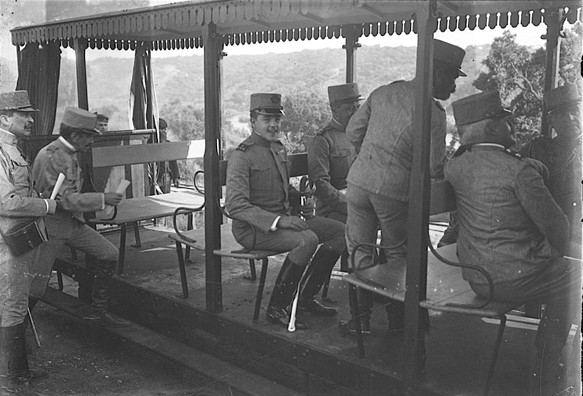
D. Manuel II, no Verão de 1910, participando em exercícios militares na Base de Tancos; aqui utilizando uma ferrovia ligeira de tração animal que servia a recinto.

Após a reorganização da estrutura militar, em 1911, a escola altera a sua designação para Escola de Aplicação de Engenharia, e passa por uma conjuntura adversa em termos financeiros e materiais. É extinto o Regimento de Engenharia, e criado o Batalhão de Pontoneiros em Santarém.
A EPE teve um papel de relevo tanto na Primeira Guerra Mundial, como no Guerra Colonial Portuguesa, pois a instrução das tropas era realizada em Tancos, a partir de 1916. A sua designação é, de novo, alterada para a original, com a reestruturação de 1927; com a de 1937, a escola vê a sua situação melhorar.
A Escola Prática de Engenharia foi desativada a 1 de outubro de 2013, na sequência da decisão tomada de se unificar as diversas escolas práticas das armas do Exército numa única Escola das Armas.

## Obras relevantes

### Anos 40
- Campos de aviação, nomeadamente de Tancos, Lajes, Espinho e Ota
- Fortificações nos Açores, Madeira e Ultramar

### Adesão àOTAN(1949)
- Campo de Instrução Militar de Santa Margarida

### Guerra do Ultramar
- Especialização de Quadros de Engenharia
- Preparação de especialistas em Minas e Armadilhas
- Mobilização de tropas e outros meios

## Comandantes da EPE
| Comandantes da EPE    | Comandantes da EPE                                        | Comandantes da EPE |
| Patente               | Nome                                                      | Comissão           |
| --------------------- | --------------------------------------------------------- | ------------------ |
|                       | (3.ª República)                                           | (1974-)            |
| Coronel               | Francisco António Amado Monteiro Fernandes                | (2012-2013)        |
| Coronel               | Hermínio Teodoro Maio                                     | (2012-2012)        |
| Tenente Coronel       | Leonel Mendes Martins                                     | (2011-2012)        |
| Coronel               | Firme Alves Gaspar                                        | (2009-2011)        |
| Coronel               | Jorge Filipe Marques Moniz Côrte-Real Andrade             | (2007-2009)        |
| Coronel               | José Nunes da Fonseca                                     | (2005-2007)        |
| Coronel               | Aníbal Alves Flambó                                       | (2003-2005)        |
| Coronel               | Samuel Marques Mota                                       | (2002-2003         |
| Coronel               | António José Maia de Mascarenhas                          | (2001-2002)        |
| Coronel               | Mário do Sacramento Silva                                 | (1999-2001)        |
| Coronel               | António Duarte Mendes Correia                             | (1997-1999)        |
| Coronel               | Carlos Alberto Carvalho dos Reis                          | (1995-1997)        |
| Coronel               | Luís Vasco Valença Pinto                                  | (1993-1995)        |
| Coronel               | Carlos Manuel Ferreira e Costa                            | (1992-1993)        |
| Coronel               | Napoleão Paulo da Silva                                   | (1990-1992)        |
| Coronel               | Carlos Eugénio do Carmo Martins                           | (1988-1990)        |
| Coronel               | José Manuel Braga da Silva Barbosa                        | (1987-1988)        |
| Coronel               | António Bento Formosinho Correia Leal                     | (1985-1987)        |
| Coronel               | Frutuoso Pires Mateus                                     | (1983-1985)        |
| Coronel               | Vítor Guido Reis Camões                                   | (1982-1983)        |
| Coronel               | João Luís da Providência Vilas Boas e Costa               | (1981-1982)        |
| Coronel               | António José Veríssimo Baptista                           | (1980-1981)        |
| Coronel               | Aquilino Gil Miranda                                      | (1978-1980)        |
| Coronel               | José Eugénio da Costa Estorninho                          | (1977-1978)        |
| Coronel               | Alberto de Maia Ferreira e Costa                          | (1976-1977)        |
| Coronel               | José Fernando Lopes Gomes Marques                         | (1975-1976)        |
| Coronel               | Justino António Correia de Almeida                        | (1975-1975)        |
| Major (Grad. Coronel) | Umberto Jorge Sardinha Dias                               | (1975-1975)        |
|                       | (Estado Novo)                                             | (1933-1974)        |
| Coronel               | Jorge Teixeira Pimentel                                   | (1972-1974)        |
| Coronel               | Carlos Maria Bastos Carreiras                             | (1972-1972)        |
| Coronel               | Manuel Lourenço Trindade Sobral                           | (1971-1972)        |
| Tenente-Coronel       | Orlando de Azevedo                                        | (1970-1971)        |
| Coronel               | Carlos Maria Bastos Carreiras                             | (1968-1970)        |
| Coronel               | Eduardo Augusto Nunes Garcia                              | (1966-1968)        |
| Tenente-Coronel       | Fernando de Sousa Medeiros Júnior                         | (1963-1966)        |
| Coronel               | João Correia de Magalhães Figueiredo                      | (1962-1963)        |
| Coronel               | Cesário Marques Pereira Montês                            | (1961-1962)        |
| Coronel               | Vergílio Serafim Cardoso Pereira                          | (1960-1961)        |
| Coronel               | Manuel Avelino Barreira Antunes                           | (1958-1960)        |
| Coronel               | Albano Moreira de Almeida                                 | (1957-1958)        |
| Coronel               | Manuel António Vassalo e Silva                            | (1956-1957)        |
| Coronel               | Joaquim Guarda Antunes                                    | (1955-1956)        |
| Coronel               | Manuel Quirino Pacheco de Sousa                           | (1954-1955)        |
| Coronel               | Adelino Alves Verríssimo                                  | (1953-1954)        |
| Coronel               | Manuel Augusto Gomes                                      | (1952-1953)        |
| Coronel               | António Nunes Freire                                      | (1950-1952)        |
| Tenente-Coronel       | Artur Quintino Rogado                                     | (1949-1950)        |
| Coronel               | Manuel António Soares Zilhão                              | (1944-1949)        |
| Coronel               | Eduardo Corregedor Martins                                | (1943-1944)        |
| Coronel               | José Inácio Castelo Branco                                | (1941-1943)        |
| Coronel               | Luís Menezes Leal                                         | (1941-1941)        |
| Coronel               | João Tamagnini de Sousa Barbosa                           | (1939-1940)        |
| Coronel               | Manuel António Soares Zilhão                              | (1936-1939)        |
| Coronel               | Humberto Leopoldo de Sequeira Morais                      | (1935-1936)        |
| Coronel               | Manuel António Soares Zilhão                              | (1933-1935)        |
|                       | (Ditadura Nacional)                                       | (1926-1933)        |
| Coronel               | Duarte Figueiredo do Nascimento Veiga                     | (1933-1933)        |
| Coronel               | José Celestino Regala                                     | (1932-1933)        |
| Coronel               | Manuel Gonçalves da Silveira Azevedo e Castro             | (1929-1932)        |
| Coronel               | Luís Teixeira Beltrão                                     | (1927-1929)        |
| Coronel               | Álvaro Azevedo Albuquerque                                | (1926-1927)        |
|                       | (1.ª República)                                           | (1910-1926)        |
| Coronel               | Francisco Augusto Garcez Teixeira                         | (1925-1925)        |
| Coronel               | Abel Augusto Dias Urbano                                  | (1924-1925)        |
| Coronel               | José Alexandre Travassos                                  | (1924-1924)        |
| Coronel               | Manuel José Vieira Ribeiro                                | (1922-1924)        |
| Coronel               | António José dos Reis Mexia Leitão                        | (1920-1922)        |
| Coronel               | Delfim Emílio Miranda Monteiro                            | (1919-1920)        |
| Coronel               | Gaspar Pereira de Castro                                  | (1919-1919)        |
| Coronel               | Pedro António Álvares                                     | (1916-1918)        |
| Coronel               | João Maria de Aguiar                                      | (1916-1916)        |
| Tenente-Coronel       | Adriano Abílio de Sá                                      | (1915-1916)        |
| Major                 | Henrique César da Sialva Barahona e Costa                 | (1913-1915)        |
| Tenente-Coronel       | José Maria de Aguiar                                      | (1911-1913)        |
|                       | (Regime Liberal)                                          | (1880-1910)        |
| Coronel               | Teófilo José da Trindade                                  | (1908-1911)        |
| Coronel               | Carlos Roma du Bocage                                     | (1906-1908)        |
| Coronel               | António Cândido de Serdeira de Almeida de Gamboa          | (1906-1906)        |
| Coronel               | Luís Augusto Ferreira de Castro                           | (1905-1906)        |
| Coronel               | João José Pereira Dias                                    | (1904-1905)        |
| Coronel               | Luís Augusto Ferreira de Castro                           | (1903-1904)        |
| Coronel               | Diogo Pereira de Sampaio                                  | (1902-1903)        |
| Coronel               | José Alves Pimenta de Avelar Machado                      | (1900-1902)        |
| Coronel               | José de Oliveira Garção de Carvalho de Campelo de Andrade | (1899-1900)        |
| Coronel               | José Emílio de Santana da Cunha Castelo Branco            | (1896-1899)        |
| Coronel               | António Augusto Duval Teles                               | (1893-1896)        |
| Coronel               | Firmino José da Costa                                     | (1891-1893)        |
| Coronel               | Ladislau Miceno Machado Álvaro da Silva                   | (1880-1891)        |

## Condecorações recebidas
- Medalha de Ouro de Serviços Distintos
- A 24 de Outubro de 1947 foi feita Grande-Oficial da Ordem Militar de Sant'Iago da Espada[1]
- A 2 de Março de 1998 foi feita Membro-Honorário da Ordem Militar de Cristo[1]
- A 25 de Abril de 1999 foi feita Membro-Honorário da Ordem da Liberdade[1]
- A 24 de Junho de 2005 foi feita Membro-Honorário da Ordem Militar de Avis[1]